# Carpenterella cannae
Carpenterella cannae är en svampart som beskrevs av Mundk. & Thirum. 1951. Carpenterella cannae ingår i släktet Carpenterella och familjen Synchytriaceae.   Inga underarter finns listade i Catalogue of Life.